# U-593
| U-593 | U-593 | U-593 |
| --- | --- | --- |
| U 593 | | |
| | | |
| Зображення підводного човна підтипу VIIC                                                                     | | |
| Верф | Blohm + Voss, Гамбург                                                                                              | Blohm + Voss, Гамбург                                                                                              |
| Під прапором                                                                                                 | Третій Рейх | Третій Рейх |
| Належність                                                                                                   | Крігсмаріне | Крігсмаріне |
| Порт приписки                                                                                                | Кіль, Сен-Назер, Ла-Спеція, Саламін, Пола, Тулон                                                                   | Кіль, Сен-Назер, Ла-Спеція, Саламін, Пола, Тулон                                                                   |
| Замовлення                                                                                                   | 16 січня 1940 | 16 січня 1940 |
| Закладений                                                                                                   | 17 грудня 1940 | 17 грудня 1940 |
| Спуск на воду                                                                                                | 3 вересня 1941 | 3 вересня 1941 |
| Введений до складу флоту                                                                                     | 23 жовтня 1941 | 23 жовтня 1941 |
| На службі | 1941—1943 | 1941—1943 |
| Загибель | 13 грудня 1943 року затоплений північніше Беджая глибинними бомбами американського та британського кораблів        | 13 грудня 1943 року затоплений північніше Беджая глибинними бомбами американського та британського кораблів        |
| Сучасний статус                                                                                              | затоплений | затоплений |
| Бойовий досвід                                                                                               | Друга світова війна Битва за Атлантику Битва на Середземному морі                                                  | Друга світова війна Битва за Атлантику Битва на Середземному морі                                                  |
| Проєкт | | |
| Тип ПЧ | середній торпедний ДПЧ                                                                                             | середній торпедний ДПЧ                                                                                             |
| Вартість | 4 714 000 ℛℳ | 4 714 000 ℛℳ |
| Основні характеристики                                                                                       | | |
| Швидкість (надводна)                                                                                         | 17,9 вузлів | 17,9 вузлів |
| Швидкість (підводна)                                                                                         | 8 вузлів | 8 вузлів |
| Робоча глибина занурення                                                                                     | 100 м | 100 м |
| Гранична глибина занурення                                                                                   | 220 м | 220 м |
| Автономність плавання                                                                                        | 135—174 км на швидкості 4 вузли (в підводному положенні) 11 470 км на швидкості 10 вузлів (у надводному положенні) | 135—174 км на швидкості 4 вузли (в підводному положенні) 11 470 км на швидкості 10 вузлів (у надводному положенні) |
| Екіпаж | 44-60 осіб | 44-60 осіб |
| Розміри | | |
| Довжина найбільша (по КВЛ)                                                                                   | 67,1 м | 67,1 м |
| Ширина корпусу найб.                                                                                         | 6,2 м | 6,2 м |
| Висота | 9,6 м | 9,6 м |
| Середня осадка (по КВЛ)                                                                                      | 4,74 м | 4,74 м |
| Водотоннажність надводна                                                                                     | 769 т | 769 т |
| Силова установка                                                                                             | | |
| дизель-електрична; 2 дизельних двигуни MAN M 6 V 40/46, 2 електродвигуни Siemens-Schuckert-Werke GU 343/38-8 | | |
| Гвинти | 2 | 2 |
| Потужність                                                                                                   | 2800—3200 к.с. (дизелі) 750 к.с. (електродвигуни)                                                                  | 2800—3200 к.с. (дизелі) 750 к.с. (електродвигуни)                                                                  |
| Озброєння | | |
| Артилерія | 1 × 88-мм палубна гармата SK C/35                                                                                  | 1 × 88-мм палубна гармата SK C/35                                                                                  |
| Торпедно- мінне озброєння                                                                                    | 4 носових і один кормовий ТА 14 торпед або 26 мін TMA                                                              | 4 носових і один кормовий ТА 14 торпед або 26 мін TMA                                                              |
| ППО | 1 × 37-мм зенітна гармата Flak M42 2 × 20-мм зенітні гармати FlaK 30                                               | 1 × 37-мм зенітна гармата Flak M42 2 × 20-мм зенітні гармати FlaK 30                                               |

U-593 — німецький середній підводний човен типу VIIC, що входив до складу Військово-морських сил Третього Рейху за часів Другої світової війни. Закладений 25 серпня 1940 року на верфі № 569 компанії Blohm + Voss у Гамбурзі. Спущений на воду 12 червня 1941 року. 7 серпня 1941 року корабель увійшов до складу 8-ї навчальної флотилії ПЧ ВМС нацистської Німеччини. Єдиним командиром підводного човна був капітан-лейтенант Герд Кельблінг.

## Історія
U-593 належав до німецьких підводних човнів типу VIIC, найчисельнішого типу субмарин Третього Рейху, яких було випущено 703 одиниці. Службу розпочав у складі 8-ї навчальної флотилії ПЧ. 1 березня 1942 року продовжив службу у бойовому складі 7-ї флотилії ПЧ, а з 1 листопада 1942 року — у 29-ій флотилії Крігсмаріне.
З березня 1942 до грудня 1943 року U-593 здійснив 16 бойових походи в Атлантичний океан та в Середземне море, в яких провів 338 днів. За цей час човен потопив 9 транспортних суден (38 290 GRT) і 1 військовий корабель (2 954 тонни), пошкодив 1 судно (4 853 GRT) та 2 військові кораблі (1 677 тонн), а також спричинив тотальних руйнувань 1 судну (8 426 GRT) та 1 військовому кораблю (1 625 тонн).
Під час шістнадцятого бойового походу, 12 грудня 1943 року U-593 був виявлений ескортними кораблями конвою KMS 34, який вийшов з Гібралтару, при спробі атакувати транспорти. Німецька субмарина торпедувала есмінець «Тайндейл», але відразу був контратакований противником. Після 32-годинного переслідування німецький підводний човен зміг торпедувати ще один ескортний міноносець «Голкомбі», але був серйозно пошкоджений глибинними бомбами американського есмінця «Вейнрайт» та британського ескортного міноносця «Кальпе» й змушений спливти північніше алжирського порту Беджая. Човен затонув, а всі члени екіпажу були взяті в полон союзниками.

## Перелік уражених U-593 суден у бойових походах
| №                                                             | Дата              | Командир ПЧ           | Назва              | Тип                        | Належність                              | Водотоннажність (брт) | Вантаж | Конвой         | Результат та координати                                                          | Наслідки атаки для екіпажу       | Прим.                                                       |
| ------------------------------------------------------------- | ----------------- | --------------------- | ------------------ | -------------------------- | --------------------------------------- | --------------------- | --- | -------------- | -------------------------------------------------------------------------------- | -------------------------------- | ----------------------------------------------------------- |
| Другий похід (20.04—18.06.1942, 60 діб; Сен-Назер—Сен-Назер)  |                   |                       |                    |                            |                                         |                       | |                |                                                                                  |                                  |                                                             |
| 1                                                             | 14 травня 1942    | Kptlt. Герд Кельблінг | Stavros            | суховантажне судно         | Грецьке королівство                     | 4 853                 | баласт |                | пошкоджено 39°45′ пн. ш. 72°35′ зх. д. / 39.750° пн. ш. 72.583° зх. д.           | 33 (усі вижили)                  |                                                             |
| 2                                                             | 25 травня 1942    | Kptlt. Герд Кельблінг | Persephone         | танкер                     | Панама                                  | 8 426                 | 80 000 барелів сирої нафти                                                                                                |                | тотально зруйнований 39°44′ пн. ш. 73°53′ зх. д. / 39.733° пн. ш. 73.883° зх. д. | 37 (9 загинули та 28 вижили)     |                                                             |
| Третій похід (22.07—19.08.1942, 29 діб; Сен-Назер—Сен-Назер)  |                   | Kptlt. Герд Кельблінг |                    |                            |                                         |                       | |                |                                                                                  |                                  |                                                             |
| 3                                                             | 5 серпня 1942     | Kptlt. Герд Кельблінг | Spar               | суховантажне судно         | Нідерланди                              | 2 993                 | 4900 тонн генеральних вантажів, включаючи цукор, фруктову масу, ліс, тютюн і автомобілі                                   | Конвой SC 94   | потоплено 53°05′ пн. ш. 43°38′ зх. д. / 53.083° пн. ш. 43.633° зх. д.            | 39 (3 загинули і 36 вціліли)     |                                                             |
| П'ятий похід (02.11—22.11.1942, 15 діб; Ла-Спеція—Ла-Спеція)  |                   | Kptlt. Герд Кельблінг |                    |                            |                                         |                       | |                |                                                                                  |                                  |                                                             |
| 4                                                             | 12 листопада 1942 | Kptlt. Герд Кельблінг | Browning           | суховантажне судно         | Велика Британія                         | 5 332                 | Військове майно США, включаючи тротил і палубний вантаж із чотирьох бульдозерів                                           | Конвой KMS 2   | потоплено 35°53′ пн. ш. 00°33′ зх. д. / 35.883° пн. ш. 0.550° зх. д.             | 62 (1 загиблий і 61 вцілілий)    |                                                             |
| Восьмий похід (13.03—21.03.1943, 15 діб; Саламін—Саламін)     |                   | Kptlt. Герд Кельблінг |                    |                            |                                         |                       | |                |                                                                                  |                                  |                                                             |
| 5                                                             | 18 березня 1943   | Kptlt. Герд Кельблінг | Dafila             | суховантажне судно         | Велика Британія                         | 1 940                 | Порожні бочки |                | потоплено 32°59′ пн. ш. 22°21′ сх. д. / 32.983° пн. ш. 22.350° сх. д.            | 37 (22 загинули та 15 вижили)    |                                                             |
| 6                                                             | 18 березня 1943   | Kptlt. Герд Кельблінг | Kaying             | суховантажне судно         | Велика Британія                         | 2 626                 | Баласт |                | потоплено 32°59′ пн. ш. 22°21′ сх. д. / 32.983° пн. ш. 22.350° сх. д.            | 81 (9 загинули та 72 вижили)     |                                                             |
| Дев'ятий похід (25.03—04.04.1943, 11 діб; Саламін—Саламін)    |                   | Kptlt. Герд Кельблінг |                    |                            |                                         |                       | |                |                                                                                  |                                  |                                                             |
| 7                                                             | 27 березня 1943   | Kptlt. Герд Кельблінг | City of Guildford  | суховантажне судно         | Велика Британія                         | 5 157                 | 9000 тонн генеральних вантажів, включаючи октанове пальне і боєприпаси                                                    | Конвой XT 7    | потоплено 33°00′ пн. ш. 22°50′ сх. д. / 33.000° пн. ш. 22.833° сх. д.            | 142 (129 загинули та 13 вижили)  |                                                             |
| Десятий похід (08.04—23.04.1943, 16 діб; Саламін—Саламін)     |                   | Kptlt. Герд Кельблінг |                    |                            |                                         |                       | |                |                                                                                  |                                  |                                                             |
| 8                                                             | 11 квітня 1943    | Kptlt. Герд Кельблінг | Runo               | суховантажне судно         | Велика Британія                         | 1 858                 | Баласт |                | потоплено 32°15′ пн. ш. 23°55′ сх. д. / 32.250° пн. ш. 23.917° сх. д.            | 37 (16 загинули та 21 вцілілий)  |                                                             |
| Одинадцятий похід (13.06—11.07.1943, 29 діб; Пола—Тулон)      |                   | Kptlt. Герд Кельблінг |                    |                            |                                         |                       | |                |                                                                                  |                                  |                                                             |
| 9                                                             | 22 червня 1943    | Kptlt. Герд Кельблінг | USS LST-333        | великий десантний корабель | Військово-морські сили США              | 1 625                 | Десантні понтони і війська                                                                                                | Конвой Elastic | тотально зруйнований 36°59′ пн. ш. 04°01′ сх. д. / 36.983° пн. ш. 4.017° сх. д.  | 288 (25 загинули та 263 вижили)  | корабель класу LST                                          |
| 10                                                            | 22 червня 1943    | Kptlt. Герд Кельблінг | USS LST-387        | великий десантний корабель | Військово-морські сили США              | 1 625                 | Десантні понтони і війська                                                                                                | Конвой Elastic | пошкоджений 36°59′ пн. ш. 04°01′ сх. д. / 36.983° пн. ш. 4.017° сх. д.           | 241 (23 загинули та 218 вижили)  | корабель класу LST                                          |
| 11                                                            | 5 липня 1943      | Kptlt. Герд Кельблінг | Devis              | суховантажне судно         | Велика Британія                         | 6 054                 | 289 військовиків, 4000 тонн урядового майна і палубний вантаж (2 десантні катер)                                          | Конвой KMS 18B | потоплено 37°01′ пн. ш. 04°10′ сх. д. / 37.017° пн. ш. 4.167° сх. д.             | 342 (52 загинули та 290 вижили)  |                                                             |
| 12                                                            | 5 липня 1943      | Kptlt. Герд Кельблінг | HMS LCM-1123       | десантно-висадковий засіб  | Військово-морські сили Великої Британії | 52                    | | Конвой KMS 18B | потоплений 37°01′ пн. ш. 04°10′ сх. д. / 37.017° пн. ш. 4.167° сх. д.            | ? (? загинули та ? вижили)       | транспортний засіб класу LCM Mk.III; затонув на борту Devis |
| 13                                                            | 5 липня 1943      | Kptlt. Герд Кельблінг | HMS LCM-1129       | десантно-висадковий засіб  | Військово-морські сили Великої Британії | 52                    | | Конвой KMS 18B | пошкоджений 37°01′ пн. ш. 04°10′ сх. д. / 37.017° пн. ш. 4.167° сх. д.           | ? (? загинули та ? вижили)       | транспортний засіб класу LCM Mk.III; затонув на борту Devis |
| Тринадцятий похід (15.09—05.10.1943, 21 доба; Тулон—Тулон)    |                   | Kptlt. Герд Кельблінг |                    |                            |                                         |                       | |                |                                                                                  |                                  |                                                             |
| 14                                                            | 21 вересня 1943   | Kptlt. Герд Кельблінг | William W. Gerhard | суховантажне судно         | США                                     | 7 176                 | 1440 тонн військового майна, включаючи бензин, боєприпаси, польову артилерію і механізоване обладнання як палубний вантаж | Конвой NSS 3   | потоплено 40°05′ пн. ш. 14°43′ сх. д. / 40.083° пн. ш. 14.717° сх. д.            | 267 (2 загинули та 265 вижили)   | судно типу «Ліберті»                                        |
| 15                                                            | 25 вересня 1943   | Kptlt. Герд Кельблінг | «Скілл»            | тральщик                   | Військово-морські сили США              | 815                   | |                | потоплений 40°20′ пн. ш. 15°35′ сх. д. / 40.333° пн. ш. 15.583° сх. д.           | 103 (72 загинули та 31 вцілілий) | тральщик типу «Ок»                                          |
| Чотирнадцятий похід (26.10—07.11.1943, 13 діб; Тулон—Тулон)   |                   | Kptlt. Герд Кельблінг |                    |                            |                                         |                       | |                |                                                                                  |                                  |                                                             |
| 16                                                            | 3 листопада 1943  | Kptlt. Герд Кельблінг | Mont Viso          | суховантажне судно         | Франція                                 | 4 531                 | Військове майно | Конвой KMS 30  | потоплено 36°45′ пн. ш. 01°55′ сх. д. / 36.750° пн. ш. 1.917° сх. д.             | 49 (35 загинули та 14 вижили)    | судно типу «Ліберті»                                        |
| Шістнадцятий похід (01.12—13.12.1943, 13 діб; Тулон—загибель) |                   | Kptlt. Герд Кельблінг |                    |                            |                                         |                       | |                |                                                                                  |                                  |                                                             |
| 17                                                            | 12 грудня 1943    | Kptlt. Герд Кельблінг | «Тайндейл»         | ескортний міноносець       | Військово-морські сили Великої Британії | 1 000                 | | Конвой KMS 34  | потоплений 37°10′ пн. ш. 06°05′ сх. д. / 37.167° пн. ш. 6.083° сх. д.            | 155 (73 загинули та 82 вижили)   | ескортний міноносець типу «Хант»                            |
| 18                                                            | 12 грудня 1943    | Kptlt. Герд Кельблінг | «Голкомбі»         | ескортний міноносець       | Військово-морські сили Великої Британії | 1 087                 | | Конвой KMS 34  | потоплений 37°20′ пн. ш. 05°30′ сх. д. / 37.333° пн. ш. 5.500° сх. д.            | 164 (84 загинули та 80 вижили)   | ескортний міноносець типу «Хант»                            |